# Kasagi (1944)
El Kasagi (笠置?) fue un portaaviones inconcluso de la Clase Unryū, el cuarto de la serie en ser botado. 

## Historial
El 1 de abril de 1945, cuando estaba finalizado en un 85%, cesaron los trabajos de construcción del Kasagi. Tras el fin de la Segunda Guerra Mundial, fue remolcado a Sasebo, donde se le desguazó a lo largo de 1947.